# The Night Is Short, Walk On Girl
The Night Is Short, Walk on Girl (夜は短し歩けよ乙女 Yoru wa Mijikashi Aruke yo Otome?) es una película de comedia romántica animada japonesa de 2017 dirigida por Masaaki Yuasa. La película está basada en la novela homónima de 2006 escrita por Tomihiko Morimi e ilustrada por Yusuke Nakamura, quien también se desempeñó como diseñador de personajes original de la película. Ha sido galardonado con el Gran Premio a la Mejor Película de Animación en el Festival Internacional de Animación de Ottawa y el premio  Animación del año de los  Premios de la Academia de Japonesa.
La película es considera una secuela espiritual  a The Tatami Galaxy también basado en un novel escrito por Morimi y dirigido por Yuasa. Aunque ambas obras comparten un escenario de la Universidad de Kioto y algunos personajes, las tramas no están relacionadas en gran medida.

## Trama
La película sigue a una noche de fiesta para dos estudiantes universitarios: una mujer anónima, conocida como Kōhai (後輩?  "menor")  a través de película y kurokami no otome (黒髪の乙女?  "doncella de cabello negro") en los créditos de la película, y un  hombre anónimo conocido como Senpai (先輩?  "superior")  en la película y sus créditos. El senpai planea confesarle sus sentimientos románticos por la kōhai esa noche, aunque las circunstancias los mantienen separados durante la mayor parte de la noche.
La kōhai conoce a un pervertido, Tōdō, en un bar. Ella se gana la admiración de otros dos clientes, Higuchi y Hanuki, después de golpear a Tōdō cuando él se acerca a ella. Higuchi y Hanuki guían a la kōhai a las fiestas de extraños a la práctica del gate crashing, donde ella bebe una cantidad impresionante de alcohol. Más tarde participa en un juego de beber con Rihaku, un ser sobrenatural, y gana.
Mientras tanto, el senpai emprende una serie de aventuras para encontrar una copia de Ratatatam, un libro amado de la infancia de la kōhai. Después de obtener el libro, se entera de que ella interpretará el papel principal en la escena final de una producción de teatro de guerrilla. Intenta reemplazar al protagonista masculino en la escena, pero no lo consigue. Habiendo cogido un resfriado, el senpai regresa a casa.
La kōhai visita a los compañeros que ha conocido durante la noche, todos los cuales han cogido el mismo resfriado que el senpai, y los cuida hasta que recuperan la salud. Su última visita es al senpai, quien le da la copia de Ratatatam y sugiere visitar juntos una librería usada, a lo que ella asiente con entusiasmo. La película termina con los dos reunidos para tomar un café antes de ir a la librería.

## Reparto
| Caracteres                                   | Actor de voz (Japón)   | Actor de voz (inglés) |
| -------------------------------------------- | ---------------------- | --------------------- |
| Senpai                                       | Gen Hoshino            | Kellen Goff           |
| Kōhai                                        | Kana Hanazawa          | Jackie Lastra         |
| El Director Ejecutivo del Festival Escolar   | Hiroshi Kamiya         | Eddy Lee              |
| El líder de los calzoncillos (Don Underwear) | Ryuji Akiyama (Robart) | Patrick Seitz         |
| Seitarō Higuchi                              | Kazuya Nakai           | Paul Guyet            |
| Hanuki-san                                   | Yuko Kaida             | Carrie Keranen        |
| El Dios del Mercado de Libros Viejo          | Hiroyuki Yoshino       | Dino Andrade          |
| Kiko-san                                     | Seiko Niizuma          | Jennifer Roberts      |
| Nise-Jōgasaki                                | Junichi Suwabe         | Michael Sinterniklaas |
| Princess Daruma                              | Aoi Yuki               | Stephanie Sheh        |
| Johnny                                       | Nobuyuki Hiyama        | Ben Pronsky           |
| Tōdō-san                                     | Kazuhiro Yamaji        | Doug Erholtz          |
| Rihaku                                       | Mugihito               | Frank Todaro          |

## Producción
La película fue hecha por la mayor parte del mismo personal principal que The Tatami Galaxy, incluyendo autor original Morimi, diseñador de personajes original Nakamura, diseñador de carácter y el jefe que supervisa animator Nobutaki Loō, guionista Makoto Ueda y director Yuasa.
La banda Asian Fung-Fu Generation también regresar para escribir e interpreta la canción de tema "Kōya o Aruke" (lit. "Paseo en la tierra salvaje").
Para promover el estreno de la película en Corea del Sur, se empleó además a la banda coreana Romantic Punch para crear una canción con imagen, "Moonwalk in Kyoto" (밤 은 짧아 걸어 아가씨 야) (el título coreano de la canción es el mismo que el de la novela y la película).

## Estreno
La película fue estrenada en Japón el 7 de abril de 2017.
A nivel internacional, la película fue estrenada por Anime Limited en el Reino Unido e Irlanda el 4 de octubre de 2017, y por GKIDS en los Estados Unidos el 21 de agosto de 2018 (dónde fue titulado The Night Is Short, Walk On Girl). En Australia, lHalf Symbolic Films estrenaron la película en cines el 14 de febrero de 2019. La película estranada con un doblaje en inglés fue estrenada en HBO Max en 12 de enero de 2021.
En España fue estrenada  el 10 de mayo de 2018 por Selecta Visión y México fue estrenada como parte del ''Konnichiwa! Festival de Cine y Animación Japonesa" el 19 de mayo de 2018.

## Recepción

### Recepción crítica
En el agregador de reseñas Rotten Tomatoes, la película tiene una calificación de aprobación del 90% basada en 31 reseñas, con una calificación promedio de 7.3 / 10. El consenso de los críticos del sitio web dice: "Ingeniosamente animada, audazmente creativa y refrescantemente ambiciosa, The Night Is Short, Walk On Girl debería resonar profundamente entre los fanáticos del anime extravagante". Metacritic, que utiliza un promedio ponderado, asignó a la película una puntuación de 65 sobre 100 según 7 críticos, lo que indica "críticas generalmente favorables".

### Premios y nominaciones
| Premio                                          | Categoría                    | Candidato                         | Resultado |
| ----------------------------------------------- | ---------------------------- | --------------------------------- | --------- |
| 41.º Ottawa Festival de Animación Internacional | Característica Animada mejor | Yoru wa Mijikashi Aruke yo Otome' | Ganadora  |
| 50.º Sitges Festival de cine                    | Película Animada mejor       | Yoru wa Mijikashi Aruke yo Otome' | Nominada  |
| 41.ª Premios de la Academia Japonesa            | Animación del Año            | Yoru wa Mijikashi Aruke yo Otome' | Ganadora  |
| Crunchyroll Anime Awards                        | Película mejor               | Yoru wa Mijikashi Aruke yo Otome' | Nominada  |